# Banglades világörökségi helyszínei
Banglades területéről eddig három helyszín került fel a világörökségi listára, valamint további öt helyszín a javaslati listán várakozik a felvételre (Halud Vihara - természeti, Jaggadala Vihara	- kulturális, Lálbág-erőd - kulturális, Mahanszthangar - kulturális, Lalmai–Mainamati műemlékegyüttes - kulturális).
| | Bagerhat történelmi mecsetegyüttese |
| Felvétel: 1985 |                                     |
| Kulturális (IV) |                                     |
| Hivatkozás: 321 |                                     |
| A korábban Kalifatabad néven ismert település az egykor független bengáli szultánok középkori hatalmáról tanúskodik. Az ország déli részén, Bagerhat külvárosában, a Gangesz és a Brahmaputra folyók találkozásánál fekvő várost Kán Dzsahán török hadvezér alapította Násziruddin Mahmut Sah szultán uralkodása alatt a 15. században. A néhány év alatt emelt épületek az alapító 1459-ben bekövetkezett halála után elnéptelenedtek és a területet benőtte a dzsungel. A mintegy ötven megmaradt épület -mecsetek, középületek, mauzóleumok - túlnyomó többsége égetett agyagtéglából épült. A mélyen vallásos alapítót szentként tisztelik, síremléke ma is muzulmán zarándokhely. Gondot fordított az infrastruktúra fejlesztésére is, víztárolókat, vízelvezetőket, hidakat építtetett, valamint a Szundarbanszi mangroveerdők szélén fekvő várost utakkal kötötte össze a Bengáli Szultanátus több fontos központjával. A város alaprajza hozzáértő és magas színvonalú várostervezésre utal. Legfontosabb épületei közé tartozik Banglades egyik legnagyobb és legrégebbi mecsete a 77 kupolával lefedett Sait Gumbad-mecset, a Bibi Begni-mecset, a Csunakola-mecset, valamint a városalapító síremléke. A települést nem védték erődítmények, ez azzal magyarázható, hogy veszély esetén a lakosok a környék mocsaras területein találhattak menedéket. |                                     |

| | Pahárpur buddhista kolostorromjai |
| Felvétel: 1985 |                                   |
| Kulturális (I)(II)(VI) |                                   |
| Hivatkozás: 322 |                                   |
| A paharpuri vallási és kulturális központként működő Szomapura Maháviára (Nagy Holdváros Kolostor) a középkori Bengália legfontosabb kulturális emlékei közé tartozik. A területen a 7. században fejlődésnek indult a bengáli mahájána buddhizmus, ennek köszönhette alapítását a 8. században a Pála-dinasztia második uralkodójának, Dharmapálának idejében. A kolostor, ami egy többszintes teraszon elterülő épületegyüttes hamarosan az indiai szubkontinens legnagyobb buddhista kolostoregyüttesévé fejlődött. A mára romokban álló téglaépületek harmonikus vonalaikkal, gazdag faragott díszítésükkel egyedülálló művészi értéket képviseltek, hatásuk még a messzi Kambodzsa építészetében is kimutatható. A kolostorban 177 szerzetes részére alakítottak ki cellákat, ezek egy központi sztúpa körül helyezkedtek el. A központ háromszáz éven keresztül virágzott, majd a Pála-dinasztia bukása után elveszítette jelentőségét és feledésbe merült. A 12. századra elhagyták és megkezdődött pusztulása. A romokat csak a 19. században fedezték fel, és ez a legjelentősebb és legnagyobb kolostorrom amit a Himalájától délre feltártak. Az ásatások során terrakotta táblák, istenek és istennők ábrázolásai, valamint faragott téglák kerültek elő. |                                   |

| | Szundarbansz mangróve-erdeje |
| Felvétel: 1997 |                              |
| Természeti (IX)(X) |                              |
| Hivatkozás: 798, védett terület: 139 500 ha |                              |
| Szundarbansz mangroveerdeje a Bengáli-öbölnél három nagy folyó, a Gangesz, a Brahmaputra és a Meghna deltavidékén terül el. Az egyedülálló mocsárvidék egy része Indiában fekszik, ahol a Szundarbansz Nemzeti Park néven védett területet már 1987-ben felvették a világörökségi listára. Bangladesben egy körülbelül 1400 négyzetkilométeres területet vontak védelem alá közvetlenül az indiai nemzeti park szomszédságában. A táj képét monszunesők, áradások és a torkolatvidéken jellemző árapályjelenségek formálják. Az iszapos, agyagos vidéket sűrű csatornarendszer tagolja, sós vizet jól tűrő mangroveszigetekkel. A terület állatvilága rendkívül gazdag, 260 madárfaj mellett olyan veszélyeztetett állatoknak ad otthont mint a bordás krokodil és a tigrispiton. Itt él az egyik legnépesebb bengáli tigris populáció is, aminek egyedszámát 350 példányra becsülik. Az erdők védik az ország belső területeit az egyre gyakoribb trópusi viharoktól. A térség bonyolult ökoszisztémája veszélybe került a klímaváltozás okozta az egyre emelkedő tengerszint, a víz megnövekedett sótartalma, az orvvadászat, az illegális fakitermelés és az olajszennyezés miatt. |                              |